# Letizia Quaranta
Letizia Quaranta, nota anche con lo pseudonimo di Laetitia Quaranta (Torino, 30 dicembre 1892 – Roma, 9 gennaio 1977), è stata un'attrice italiana.

## Biografia

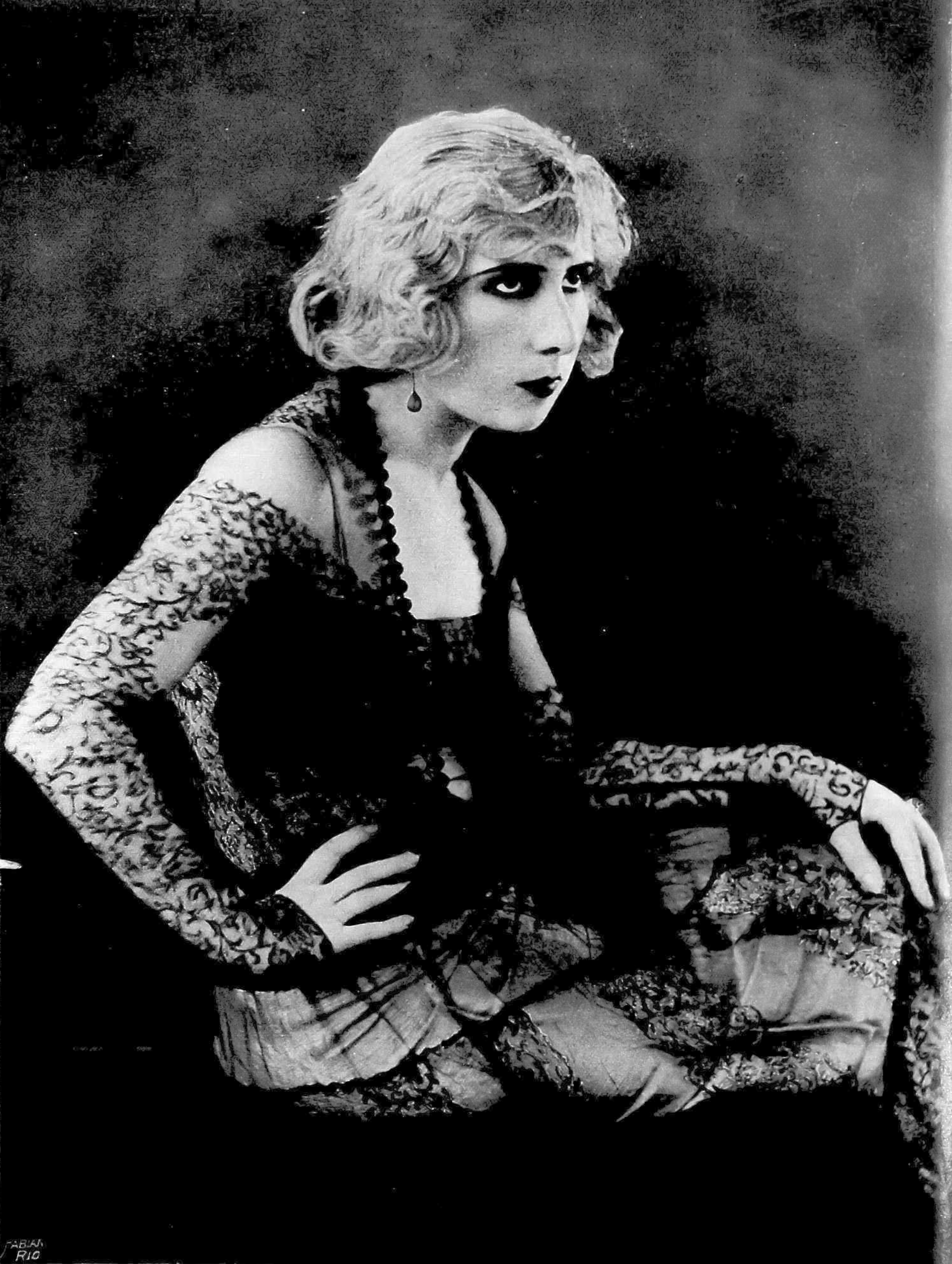
Letizia Quaranta in una fotografia dalla rivista brasiliana di cinema A Scena Muda, nel 1924

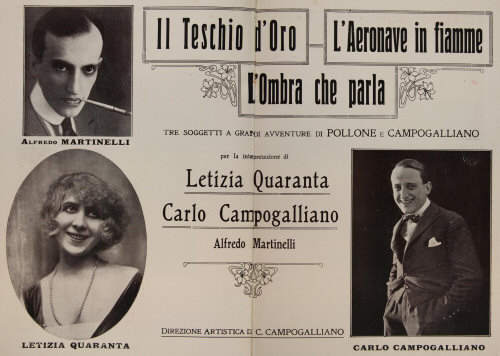
Bollettino de Il teschio d'oro (1920)

Letizia Beatrice Giuseppina Angela Quaranta nacque a Torino nel 1892 in una famiglia benestante, sorella di Lidia e gemella di Isabella, entrambe attrici, e figlia di Giuseppe Quaranta e Beatrice Rissoglio.
Iniziò a lavorare nel cinema muto, introdotta dalla sorella maggiore, presso la Itala Film, importante casa di produzione torinese del periodo, debuttando nella pellicola Il gioiello del Nilo, e successivamente interpretando la parte di Elena in Addio giovinezza! di Nino Oxilia.
In poco tempo divenne una delle più richieste attrici del periodo, diretta tra gli altri dal regista Carlo Campogalliani, che sposerà nel 1921. Nei poster e nei cartelloni fu in varie occasioni anche indicata con lo pseudonimo di Laetitia Quaranta.
Si trasferì dapprima a Roma con il marito, e successivamente in Argentina, per lavorare a tre film sempre diretti da Campogalliani.
Tornata a Roma continuò a girare film muti, ma con l'avvento del sonoro, come accaduto a molti suoi colleghi, incontrerà difficoltà nell'affrontare il nuovo mezzo cinematografico parlato. Comparirà in sette pellicole dal 1931, quasi sempre diretta dal marito, per concludere la sua carriera alla metà degli anni cinquanta.
Morì a Roma il 9 gennaio 1977.

## Filmografia parziale
- Addio giovinezza!, regia di Sandro Camasio (1913)
- Ma l'amor mio non muore, regia di Mario Caserini (1913)
- La memoria dell'altro, regia di Alberto degli Abbati (1913)
- Florette e Patapon, regia di Mario Caserini (1913)
- Nerone e Agrippina. regia di Mario Caserini (1914)
- Il violino di Ketty, regia di Carlo Campogalliani (1914)
- Maciste, regia di Carlo Campogalliani (1919)
- Maciste innamorato, regia di Luigi Romano Borgnetto (1919)
- La trilogia di Maciste, regia di Carlo Campogalliani (1920)
- Il teschio d'oro, regia di Carlo Campogalliani (1920)
- Maciste contro la morte, regia di Luigi Romano Borgnetto e Carlo Campogalliani (1920)
- La scala, regia di Gennaro Righelli (1931)
- Medico per forza, regia di Carlo Campogalliani (1931)
- La lanterna del diavolo, regia di Carlo Campogalliani (1931)
- Musica proibita, regia di Carlo Campogalliani (1942)
- L'innocente Casimiro, regia di Carlo Campogalliani (1945)
- La gondola del diavolo, regia di Carlo Campogalliani (1946)
- L'orfana del ghetto, regia di Carlo Campogalliani (1954)